# Ken Yaremchuk
Ken William Yaremchuk (Edmonton, 1º gennaio 1964) è un ex hockeista su ghiaccio canadese.

## Carriera
Ha giocato complessivamente 235 partite in NHL, con i Chicago Blackhawks ed i Toronto Maple Leafs. Nel 1988 giocò anche le Olimpiadi di Calgary, mettendo a segno 6 punti (3+3) in 8 gare disputate.
Nella stagione 1989-1990 approdò in Europa, ingaggiato dall'HC Asiago, squadra che, assieme a giocatori del calibro di Cliff Ronning, Santino Pellegrino e Mario Simioni, riuscì a trascinare fino alla finale scudetto, poi persa alla bella contro il Bolzano. Con la società vicentina mise a segno ben 124 punti (42+82) in 40 partite. Al termine di quella stagione andò a giocare nel campionato svizzero, giocando 6 anni con lo Zugo prima di passare al Davos e chiudere infine la carriera a Rapperswil-Jona.

## Palmarès

### Club
- Memorial Cup: 1

Portland: 1983

### Individuale
- Memorial Cup All-Star Team: 1

1983
- WHL First All-Star Team: 1

1981-1982
- WHL Second All-Star Team: 1

1982-1983